# 7145 Linzexu
7145 Linzexu (1996 LO) là một tiểu hành tinh vành đai chính được phát hiện ngày 7 tháng 6 năm 1996 bởi Chương trình tiểu hành tinh Bắc Kinh Schmidt CCD ở Xinglong. Its name echoes that thuộc Lin Zexu.